# Auguste Lalance

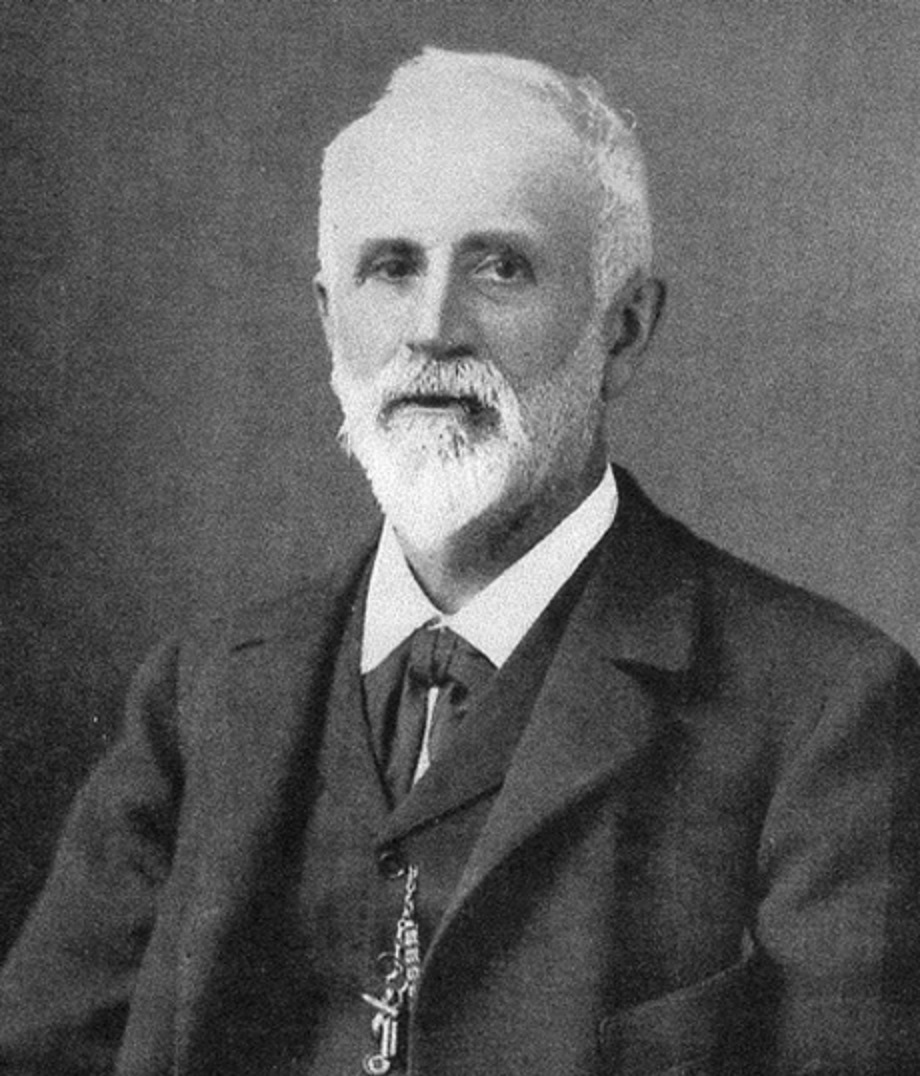
Auguste Lalance

Auguste Lalance (* 1. September 1830 in Ronchamp; † 7. April 1920 in Mülhausen) war Industrieller und Mitglied des Deutschen Reichstags.

## Leben
Lalance war der Sohn eines Industriellen und absolvierte eine Lehre bei seinem Onkel Andre Koechlin. Er unternahm umfangreiche Reisen, u. a. nach England und Russland. 1868 heiratete er Amelie Weiss und 1870 gründete er gemeinsam mit Henri Haeffely und Gustave Schaeffer eine Druckerei und Färberei in Pfastatt.
Von 1887 bis 1890 war er Mitglied des Deutschen Reichstags für den Wahlkreis Reichsland Elsaß-Lothringen 2  (Mülhausen). Danach zog er nach Paris, von wo aus er sich für die deutsch-französische Annäherung engagierte. Er setzte sich für den Bau eines Sanatoriums in Lutterbach ein und zog 1910 zurück nach Mülhausen. Im Ersten Weltkrieg emigrierte er nach Divonne-les-Bains (Ain).